# Taal (jezero)
Taal je jezero na ostrově Luzon na Filipínách. Nachází se v provincii Batangas. Vzniklo při velké erupci před 50 000 až 100 000 lety. Je to třetí největší jezero v zemi. Má rozlohu 244 km².

## Ostrovy
Na jezeře se nacházejí sopečný ostrov s poloměrem přibližně 2 km a na něm je druhé jezero. Ostrov tvoří aktivní stejnojmenná sopka.

## Vodní režim
Z jezera odtéká řeka Pansipit, která ústí do Batangaské zátoky.